# المعسكرات الألمانية في بولندا المحتلة خلال الحرب العالمية الثانية
 شيد النازيون المعسكرات الألمانية في بولندا المحتلة خلال الحرب العالمية الثانية بين عامي 1939 و1945 في جميع أنحاء أراضي الجمهورية البولندية، سواء في المناطق التي ضُمت في عام 1939، وفي الحكومة العامة التي شكلتها ألمانيا النازية في الجزء الأوسط من البلد (انظر الخريطة). بعد الهجوم الألماني عام 1941 على الاتحاد السوفيتي، تم إنشاء نظام أكبر بكثير من المعسكرات، بما في ذلك معسكرات الإبادة الصناعية الوحيدة في العالم التي تم إنشاؤها خصيصًا لتنفيذ "الحل النهائي للمسألة اليهودية".
احتلت بولندا التي احتلتها ألمانيا 457 مجمعا للمعسكرات تتألف بعض معسكرات الاعتقال الرئيسية والعمل الرقيق من عشرات المعسكرات الفرعية المنتشرة في مساحة واسعة. في معسكر الاعتقال غروس روزن، كان عدد المخيمات الفرعية 97.  يضم معسكر أوشفيتز (معسكر أوشفيتز الأول، معسكر أوشفيتز الثاني-بيركيناو، معسكر أوشفيتز الثالث- مونوفيتز ) 48 مخيمًا صناعيًا ؛ يتم توفير أوصافهم التفصيلية من قبل متحف أوشفيتز بيركيناو الحكومي .  معسكر اعتقال شتوتهوف زيارتها 40 المحتشدات الفرعية رسميا وما يصل إلى 105 المحتشدات الفرعية في العملية،  بعض بقدر ما البلنغ، بيدغوز وتورون، على مسافة 200 كيلومتر (120 ميل) من المخيم الرئيسي.   كان نظام المعسكر أحد الأدوات الرئيسية للإرهاب، بينما يوفر في الوقت نفسه اليد العاملة اللازمة لاقتصاد الحرب الألماني.
كان نظام المعسكر أحد الأدوات الرئيسية للإرهاب، بينما يوفر في الوقت نفسه اليد العاملة اللازمة لاقتصاد الحرب الألماني. يقدر المؤرخون أن حوالي 5 ملايين مواطن بولندي (بما في ذلك اليهود البولنديون ) مروا بهم. أصبح البحث العلمي غير المتحيز في إحصاءات الأسرى ممكناً فقط بعد انهيار الإمبراطورية السوفيتية في عام 1989، لأنه في العقود السابقة، تم وصف جميع سكان النصف الشرقي من البلاد التي ضمتها الاتحاد السوفياتي عام 1939 بأنهم مواطنون في الاتحاد السوفيتي في الإحصائيات الشيوعية.

## نظرة عامة
قبل غزو بولندا في سبتمبر 1939، احتجزت معسكرات الاعتقال التي بنيت في ألمانيا النازية بشكل رئيسي اليهود الألمان والأعداء السياسيين للنظام النازي.  كل شيء تغير بشكل كبير مع بداية الحرب العالمية الثانية. تم إعادة تصميم معسكرات الاعتقال النازية ( Konzentrationslager ، KL أو KZ) المقامة في جميع أنحاء أوروبا التي تحتلها ألمانيا بأكملها لسجن الأسرى الأجانب وأسرى الحرب بمعدل وفيات مرتفع لتحقيق أقصى ربح. كان الملايين من الناس العاديين مستعبدين كجزء من المجهود الحربي الألماني.  وفقًا للبحث الذي أجراه متحف ذكرى الهولوكوست بالولايات المتحدة الأمريكية ، أنشأت ألمانيا النازية حوالي 42500 من المعسكرات والأحياء اليهودية التي سجن فيها ما يتراوح بين 15 و 20 مليون شخص. استخدمت جميع أنواع الحبس كمصدر لتوريد العمالة. 